# Kanton Carrouges
Der Kanton Carrouges war von 1790 bis 2015 ein französischer Wahlkreis im Arrondissement Alençon, im Département Orne und in der Region Basse-Normandie; sein Hauptort war Carrouges. Der Kanton war 282,86 km² groß und hatte (1999) 4.765 Einwohner, was einer Bevölkerungsdichte von 17 Einwohnern pro km² entsprach. Er lag im Mittel auf 284 Meter über dem Meeresspiegel, zwischen 124 m in Saint-Ouen-le-Brisoult und 413 m in Fontenai-les-Louvets. 

## Gemeinden
Der Kanton bestand aus 24 Gemeinden:
| Gemeinde                       | Einwohner Jahr | Fläche km² | Bevölkerungsdichte | Code INSEE | Postleitzahl |
| ------------------------------ | -------------- | ---------- | ------------------ | ---------- | ------------ |
| Beauvain                       | 263 (2013)     | –          | – Einw./km²        | 61035      | 61600        |
| Carrouges                      | 711 (2013)     | –          | – Einw./km²        | 61074      | 61320        |
| Le Cercueil                    | 140 (2013)     | –          | – Einw./km²        | 61076      | 61500        |
| Chahains                       | 95 (2013)      | –          | – Einw./km²        | 61080      | 61320        |
| Le Champ-de-la-Pierre          | 42 (2013)      | –          | – Einw./km²        | 61085      | 61320        |
| La Chaux                       | 50 (2013)      | –          | – Einw./km²        | 61104      | 61600        |
| Ciral                          | 416 (2013)     | –          | – Einw./km²        | 61107      | 61320        |
| Fontenai-les-Louvets           | 254 (2013)     | –          | – Einw./km²        | 61172      | 61420        |
| Joué-du-Bois                   | 418 (2013)     | –          | – Einw./km²        | 61209      | 61320        |
| La Lande-de-Goult              | 184 (2013)     | –          | – Einw./km²        | 61216      | 61320        |
| Livaie                         | 194 (2013)     | –          | – Einw./km²        | 61228      | 61420        |
| Longuenoë                      | 110 (2013)     | –          | – Einw./km²        | 61231      | 61320        |
| Le Ménil-Scelleur              | 102 (2013)     | –          | – Einw./km²        | 61271      | 61320        |
| La Motte-Fouquet               | 156 (2013)     | –          | – Einw./km²        | 61295      | 61600        |
| Rouperroux                     | 154 (2013)     | –          | – Einw./km²        | 61357      | 61320        |
| Saint-Didier-sous-Écouves      | 157 (2013)     | –          | – Einw./km²        | 61383      | 61320        |
| Saint-Ellier-les-Bois          | 246 (2013)     | –          | – Einw./km²        | 61384      | 61320        |
| Saint-Martin-des-Landes        | 206 (2013)     | –          | – Einw./km²        | 61424      | 61320        |
| Saint-Martin-l’Aiguillon       | 205 (2013)     | –          | – Einw./km²        | 61427      | 61320        |
| Saint-Ouen-le-Brisoult         | 125 (2013)     | –          | – Einw./km²        | 61439      | 61410        |
| Saint-Patrice-du-Désert        | 205 (2013)     | –          | – Einw./km²        | 61442      | 61600        |
| Saint-Sauveur-de-Carrouges     | 250 (2013)     | –          | – Einw./km²        | 61453      | 61320        |
| Sainte-Marguerite-de-Carrouges | 225 (2013)     | –          | – Einw./km²        | 61419      | 61320        |
| Sainte-Marie-la-Robert         | 79 (2013)      | –          | – Einw./km²        | 61420      | 61320        |

## Bevölkerungsentwicklung
| 1962 | 1968 | 1975 | 1982 | 1990 | 1999 | 2006 |
| ---- | ---- | ---- | ---- | ---- | ---- | ---- |
| 6327 | 5688 | 5134 | 4809 | 4585 | 4765 | 4955 |